# Парижская конвенция (1858)
Пари́жская конве́нция 1858 года — конвенция об устройстве Дунайских княжеств и образовании Соединённых провинций Валахии и Молдавии, принятая по результатеам Парижского конгресса (конференции), прошедшего с 22 мая по 19 августа 1858 года.
Главы делегаций:
- французской — А. Валевский,
- русской — П. Д. Киселёв,
- английской — Каули,
- австрийской — Гюбнер,
- турецкой — Фуад паша,
- сардинской — Вилламорина,
- прусской — Гатцфельд[нем.].

Конвенция, в том числе включала пункты:
1. Переименование Дунайских княжеств в Соединённые провинции (Объединённые княжества) и создание единой для Валахии и Молдовы законодательной комиссии, кассационного суда и армии;
2. Несмотря на это, Валахия и Молдавия остаются отдельными государствами с разными господарями, которые пожизненно избираются Национальным собранием (валаш. Адунаря Обштяскэ). Каждый господарь должен иметь министров;
3. Валахия и Молдавия остаются вассалами Османской империи, но при этом на них распространяется коллективная гарантия великих держав;
4. Органический регламент, введённый при Павле Киселёве, частично замещался этой конвенцией. Теперь господари в управлении княжествами должны были руководствоваться конвенцией великих держав.

Противниками объединения княжеств были Австрия, Англия и Османская империя. За объединение княжеств и уменьшение турецкой власти над ними выступала Россия, заинтересованная в ликвидации Парижского договора 1856 года.
Таким образом, конвенция частично заместила Органический регламент и стала основным законом Соединённых провинций Валахии и Молдавии. Румынские юнионисты не были удовлетворены принятым решением, и уже в 1859 году при их содействии возникли Соединённые княжества Молдавии и Валахии. В первые годы существования нового государства Парижская конвенция фактически являлась конституцией княжеств.
Кроме того, конвенция установила, что княжества будут иметь, как и прежде, свои разные флаги и знамёна. «Войска обеих стран сохранят свои нынешние флаги: сине-красный для Молдовы, сине-жёлтый для Валахии» (ст. 45).